# 六羟基合锑酸钾
六羟基合锑酸钾是一种无机化合物，化学式为K[Sb(OH)6]。

## 性质
六羟基合锑酸钾和钠离子反应形成沉淀：
{\displaystyle {\ce {Na+ + K[Sb(OH)6] -> Na[Sb(OH)6] + K+}}}
它和过氧化氢反应，生成相应的过锑酸盐。它和五氧化二钒高温反应，可以得到KSbV2O8。